# Guarda rural
Un guarda de camp (anomenats tradicionalment guarda rural a Catalunya) és personal de seguretat privada i exerceixen funcions de vigilància i protecció de la propietat i l'entorn rural degudament uniformats i equipats, la seva tasca és vigilar i protegir la natura i tot el que es trobi al terreny on treballa, per tal de prevenir actes delictius o sancionables al medi rural.

## Categories de funcions
Funcions de seguretat: Sistemes de patrulla per a la protecció dels béns i dissuasió de persones que poguessin cometre algun delicte o infracció administrativa en les instal·lacions o terrenys a vigilar. Intervencions de control, detenció i actuacions en cas de delicte, posant a la disposició de les Forces i Cossos de Seguretat de l'Estat als delinqüents i instruments, efectes i proves dels delictes. Cerca d'indicis delictius. Fer controls i vigilàncies especials.
Funcions de naturalesa forestal: Prevenció i ajuda a l'extinció d'incendis forestals. La patrulla rural té el carnet groc de forestal, i participa en cursos d'extinció d'incendis anuals.
Funcions de naturalesa mediambiental: Vetllar contra tota mena de delictes i especialment contra els delictes en els recursos naturals i el medi ambient i els relatius a la protecció de la flora i fauna. Col·laboració en l'execució i seguiment de plans tècnics mediambientals, l'auxili als agents de protecció de la naturalesa en la conservació dels ecosistemes i de les espècies de la flora, pesca i fauna silvestres.

## Serveis dels guardes
Els guardes de camp i caça estan habilitats pel Ministeri de l'Interior i poden exercir les seves funcions en tot l'àmbit nacional. Segons el servei poden realitzar les seves funcions amb armes de foc (a més dels mitjans de defensa que ja porten en qualsevol servei).
En l'actualitat, aquests professionals estan inspeccionats i controlats per la Guàrdia Civil (mossos d'esquadra en el cas de Catalunya), les seves funcions han anat adaptant-se als temps i legalment poden parar, identificar o registrar a un sospitós a la zona on el guarda està contractat.
El Guarda de Camp té la condició d'Auxiliar de l'Autoritat, tant de les Forces de Seguretat de l'Estat com de les respectives comunitats autònomes.
Aquesta condició el faculta per sol·licitar la documentació pertinent, si en el compliment de les seves funcions o obligacions així ho vaig considerar necessari. Per la seva condició d'Auxiliar de l'Autoritat, el Guarda de Camp haurà de vetllar contra tota mena de delictes, especialment contra aquells que suposin perjudici per als recursos naturals i el medi ambient, podrà realitzar intervencions de control i detenció de delinqüents, instruments, efectes i proves del delicte per posar-los posteriorment a disposició de les Forces i Cossos de Seguretat de l'Estat o de la Comunitat Autonòmica, com també ha de notificar a l'autoritat competent de les possibles epizoòties o animals malalts, redactant informes d'incidències, notificacions i multes.
Alguns serveis que ofereixen els guardes rurals són:
- Control d'accessos.
- Vigilància perimetral.
- Servei d'acudeixi d'alarmes.
- Servei d'acudeixi a emergències.
- Rondes de vigilància.
- vigilància i control de caça i pesca.
- Custòdia de claus
- Patrulles de vigilància amb postes de control.
- Redacció de denúncies.
- Identificacions.
- Cens d'espècies cinegètiques.
- Operatius anti-furtius.
- Mitjans Operatius de visió nocturna.
- Possibilitat de prestació de serveis amb armes de foc.
- Suport operatiu immediat, amb diferents cossos policials.
- Prevenció en comissió de delictes.
- Vigilància i control de béns Mobles i immobles.
- Prevenció d'incendis
- Espais naturals protegits.
- Abocaments.
- Etc

## Competències
La professió està regulada en la llei de seguretat privada 23/1992.
Els Guardes rurals per poder prestar serveis amb armes, hauran d'obtenir llicència C en la forma prevista en el Reglament d'Armes.
Les armes de foc específiques dels guardes del camp seran les armes llargues ratllades de repetició, concebudes per usar amb cartutxeria metàl·lica, apta per utilitzar amb arma curta, de calibre 6,35, 7,65, 9 mm curt, 9 mm parabellum, 9 mm llarg, 22LR, 22 Magnum, 38 especial i 357 Magnum.
Els Guardes rurals podran prestar serveis de vigilància i protecció de la natura i de les persones de la zona on treballa, per tal de prevenir actes delictius o sancionables al medi rural.
Poden desenvolupar el seu treball contractat tant per una entitat pública, com pot ser un ajuntament fins a un propietari d'una finca, coto, etc., per la qual cosa alguns dels seus serveis més freqüents són:
- Vedats de caça i mitològics
- Finques rurals privades
- Grups de propietaris de finques i masies rurals
- Maquinària agrícola i obra
- Ajuntaments
- Zones marítimes protegides amb fins pesquers
- Hípiques
- Càmpings
- Fruites i horta
- Urbanitzacions rurals
- Finques de turisme rural
- Zones naturals protegides
- Centrals eòliques
- Vies fèrries
- Estructures d'energia alternativa i solar
- Establiments d'agricultura
- I en general tot el que es troba en zona rural.

## Especialitats dels Guardes rurals: Guardes de caça i guarda-pesques marítims
El guarda de Caça i pesca fluvial és l'encarregat en la gestió cinegètica, control i vigilància tant en els vedats de caça, com en els vedats de pesca fluvial a Espanya, és especialitat del Guarda Particular del Camp i pertany al personal de seguretat privada.
- Les seves funcions són:

Inspecció als caçadors sobre documentació i armes.Control del furtivisme.Repoblacions cinegètiques.Protecció de la caça en època de veda davant dels caçadors.Sacrifici d'animals i caps de bestiar en cas de declaració oficial d'epizoòtia.Control de predadors.Preparació de munteries i esperes nocturnes.Col·locació d'encanyat per funcions dissuasives.Prevenir i impedir qualsevol tipus de falta o delicte dins del vedat tenint col·laboració directa amb les forces i cossos de seguretat, en els casos previstos.
Guardapesques marítim
El guardapesques Marítim és l'encarregat de la vigilància i control de la pesca en els establiments d'aqüicultura i zones marítimes protegides amb fins pesquers.
És una de les especialitats del Guarda Particular del Camp.
- Les seves funcions són:

Control del furtivisme.
Inspecció als pescadors sobre documentació i estris de pesca marítima.
Protecció i vigilància del domini públic marítim-terrestre.Control de la pesca marítima de recreació, en el nombre de captures, manera de pesca i documentació.
Prevenir i impedir qualsevol tipus de falta o delicte en la zona costanera sota la protecció del guardapesques, tenint col·laboració directa amb les forces i cossos de seguretat, en els casos previstos.

## Formació
Dues vegades a l'any, mitjançant publicació en el Butlletí Oficial de l'Estat, es convoquen les proves de selecció per a Guardes rurals i les seves especialitats.
Podran participar en les proves de selecció:
Els aspirants a Guardes de Camp i les seves especialitats (Guardes de Caça i guardapesques Marítims) que acreditin haver superat, en els centres de formació autoritzats per la Secretaria d'Estat de Seguretat, els mòduls de formació corresponents a la modalitat per a la que concorrin.
Requisits:
Per a poder participar en les proves de selecció que convoqui la Secretaria d'Estat de Seguretat, els aspirants hauran de reunir els següents requisits, abans de la finalització del respectiu termini de presentació d'instàncies:
- Ser major d'edat i no haver complert els cinquanta-cinc anys.
- Tenir la nacionalitat d'algun dels Estats membres de la Unió Europea o d'un Estat part en l'Acord sobre l'Espai Econòmic Europeu, o bé que li sigui aplicable el que disposa la legislació sobre règim comunitari conforme al Reial Decret 240/2007, de 16 de febrer, sobre entrada, lliure circulació i residència a Espanya de ciutadans dels Estats membres de la Unió Europea i d'altres estats part en l'Acord sobre l'Espai Econòmic Europeu.
- Tenir el títol de Graduat en Educació Secundària Obligatòria, de Tècnic o d'altres equivalents, a efectes professionals, o superiors.
- Posseir l'aptitud física i la capacitat psíquica necessàries per a l'exercici de les funcions de guarda particular del Camp sense patir malaltia que ho impedeixi i reunir els requisits necessaris per a prestar serveis de seguretat privada, d'acord amb el que disposa a aquest efecte en el Reial decret 2487 / 1998, de 20 de novembre, pel qual es regula l'acreditació de l'aptitud psicofísica necessària per tenir i usar armes i per prestar serveis de seguretat privada.
- No tenir antecedents penals.
- No haver estat condemnat per intromissió il·legítima en l'àmbit de protecció del dret a l'honor, a la intimitat personal i familiar ia la pròpia imatge, del secret de les comunicacions o d'altres drets fonamentals en els cinc anys anteriors a la sol·licitud.

No haver estat sancionat en els dos o quatre anys anteriors a la sol·licitud per infracció greu o molt greu, respectivament, en matèria de seguretat.
- No haver estat separat del servei en les Forces Armades o en les Forces i Cossos de Seguretat.
- No haver exercit funcions de control de les entitats, serveis o actuacions de seguretat, vigilància o investigació privades, ni del seu personal o mitjans, com a membre de les Forces i Cossos de Seguretat en els dos anys anteriors a la sol·licitud.Posseir el diploma o certificació acreditativa d'haver superat el curs corresponent als centres de formació de seguretat privada autoritzats per la Secretaria d'Estat de Seguretat i que dispose de professors habilitats per la Comissió de Valoració de la Guàrdia Civil.

## Història
Per un Reial Decret de la Reina Isabel II l'any 1849, es va formar el Guarderio Rural. Curiosament en aquests primers lustres, els guardes jurats eren requerits per municipis, sindicats agraris, germandats professionals, gent de mesta, gremis i altres entitats col·lectives, i queda per guardes no jurats dos nínxols específics "els latifundis i els guardes de raïms" en el Guarderio Rural arribaria a temps d'Isabel II el seu màxim apogeu sent el gran protagonista pel que fa a la seguretat en el medi rural.
Des del prisma de l'operativa la condició d'agent de l'autoritat que la norma li conferia es va veure àmpliament reforçada amb la publicació a 1.882 de la Llei d'enjudiciament criminal en què el Guarda de Campos, muntanyes o sembrats, jurats o Confirmats per l'Administració serien individus integrants de la Policia Judicial segons el seu Art 283 a punt sisè, confirmant així el Guarda Jurat com una eina de màxima efectivitat pel que fa a la col·laboració en qüestions d'ordre públic, ja que a més del perfecte compliment de la seva comesa, els seus facultats pericials en la determinació de la procedència o topologia de danys en cultius, hisendes, possessions i de més propietats i la seva valoració actual i dels seus futurs fruits, com també era freqüent que facinerosos fugits caiguessin en mans de Guardes Jurats. Però un fet va truncar en gran manera aquest desenvolupament exponencial del Guarderio el "gran desplegament" que va protagonitzar la Guàrdia Civil va ser realitzat en certa manera a costa dels guardes, ja que els 20.000 homes d'increment van ser en gran manera aconseguits en cessar mitjançant Decret, als Guardes Jurats municipals i amortitzar en pro d'aquestes de Guàrdies Civils. En 1876 s'aprovaria el decret pel qual es declara cessats tots els Guardes Jurats municipals i d'altres estaments oficials per al traspàs d'efectius a la Guàrdia Civil que es veu incrementat en aquest número, a més la Reial Ordre de 9 d'agost addicionals a la Cartilla i Reglament de la Guàrdia Civil les noves normes del Guarderio Rural passant a ser tots regulats per la cartilla del Guàrdia Civil i així el nostre Article 13 passa a ser l'article 79 i articles com ara el 100.101.102 ens ordenen tant a guardes com a guàrdies.
Seria interessant constatar quants d'aquests nous 20.000 guàrdies civils havien estat Guardes Jurats, si abans parlàvem que les figures de control mediambiental procedíem d'un tronc comú, sent cosins de sang, ara ja a la vista del que ha passat podem dir sense dubte que el Guarderio i la Guàrdia Civil porten la mateixa sang, ja que no només ha compartit efectius, sinó que des 1.876-1.992 es regiran per la mateixa norma. Amb vista a la col·laboració sempre el Guarda ha tingut una relació molt especial amb la Guàrdia Civil, el Guarda era una de les poques figures que trencava el sistema d'aquarterament del Benemérito institut, entrant i sortint pràcticament amb tota llibertat, més era considerat com un nombre més del lloc que com algú aliè, d'una altra banda la presència de la Guàrdia Civil ha estat sempre l'ajuda i la salvació del Guarda i sempre els guardes ens hem entès subordinats a aquesta, ja que a dreta llei i com diu el nostre credo " és la Guàrdia Civil la titular de la nostra missió". Com bé es pot observar el Guarderio, quant a la seva faceta de "seguretat privada", ha estat tradicional i constantment buidat de nínxols de treball i d'efectius, demostrant segle rere segle que el patrimoni del Guarderio són els seus components, Guardes de bon criteri, fermament compromesos amb l'ordre en els camps, i això és un valor en tots els temps que difícilment pot ser ignorat per qui vulgui governar efectivament el territori rural.